# SBC軽井沢ラジオ中継局
SBC軽井沢ラジオ中継局（エスビーシーかるいざわラジオちゅうけいきょく）は、長野県北佐久郡軽井沢町にある信越放送の中波放送中継局である。

## 概要
- 当中継局は、軽井沢町長倉字塩沢に置かれ、軽井沢町内などへ電波を発射している。
- なお、NHK長野放送局の中波放送は、周辺地域の中継局からの電波を受信している。

## 中継局概要
| 放送局名    | 周波数  | 空中線電力 | 放送対象地域 | 放送区域内世帯数 | 開局日       |
| SBC信越放送 | 1485kHz | 100W       | 長野県       | 約2万世帯        | 1974年8月1日 |